# レットイットライド
レットイットライド（英語: Let It Ride ）とはトランプを使ったカジノゲームの一種である。カジノで行われる場合はカリビアンスタッド同様に客同士が対抗するのではなく、自分の手に一定以上の役が完成すれば勝ちとなる。1993年に、米国のシャッフルマスター社によって考案されたゲームである。テキサス・ホールデムのバリエーションのひとつであるが、初心者向けで簡単なため、近年ではホームパーティポーカーとしても人気がある。

## 勝利条件
カジノで行われる場合は自分に配られた伏札3枚と、2枚のコミュニティーカードの計5枚のカードで、10のペア以上の手ができれば勝ちとなり、手のランクによって、1倍から1000倍の配当を得る。

## ゲームの進行

### ベット
テーブルに印刷された3つのスポット（1）、（2）、（$）のそれぞれに、同額のチップを賭ける

### サイドベット
多くのカジノでは本来の賭けとは別の賭けであるサイドベットを受け付けており、ディールされる前に所定の位置に$1を賭けておくと、ゲーム終了後に一定以上の役が完成していた時に、ボーナス配当を得ることができる。

### ディール
ゲームが始まると、ディーラーは各プレイヤーにカードを3枚ずつ伏せて配り、最後に全プレイヤー共通のコミュニティーカード2枚を伏せて自分の前に置く。

### ゲーム
プレイヤーは、勝利条件を念頭に置き、配られた3枚を見た後に、（1）に賭けたチップを取り下げるかそのまま残すかの選択を行う。取り下げを選択した場合は、ディーラーは（1）に賭けられたチップをプレイヤーに返却して、その賭けは取り消されたものとなる。
全てのプレイヤーが（1）に賭けたチップについての選択を終えると、ディーラーは伏せられている2枚のコミュニティーカードのうち1枚を表向きにする。プレイヤーはそれを見て、今度は（2）に賭けたチップについて、取り下げるか残すかを選択する。その後、（$）に賭けたチップの下に、自分に配られた3枚のカードを伏せて滑り込ませる。
全てのプレイヤーが（2）に賭けたチップについての選択を終え、手元のカードを（$）に賭けたチップの下に滑り込ませると、ディーラーは伏せられている最後のコミュニティーカードを表向きにし、その後ディーラーから見て左側のプレイヤーから順に、3枚のカードを表向きにして、コミュニティーカード2枚を加えた5枚のカードでどのような手ができたかを確認する。

### 配当
プレイヤーは、10のペア以上の手ができていたら、ゲーム中の選択で取り下げずに残しておいたチップに対して、役のランクに応じた配当を受けることができる。つまり、（1）・（2）・（$）の3か所全てにチップを残しておいた場合はそれぞれに同じ配当が行われるが、（1）・（2）に賭けたチップを取り下げていた場合は（$）に残った1か所にのみ配当が行われる。10のペア以上の役ができなかった場合は負けとなり、残しておいたチップは全て没収される。

## 戦略
以下は、米国で最も標準的な配当である場合の戦略である。ゲームの配当にはバリエーションがあり、全ての場合に適合するものではない。

### （1）に賭けたチップを残す条件
- 10のペア以上の手ができている
- ロイヤルフラッシュを構成する5枚のうちの3枚である
- 同スーツの0ギャップストレートで、最低ランクが3以上である（例：3-4-5、　7-8-9）
- 同スーツの1ギャップストレートで、少なくとも1枚のランクが10以上である（例：7-8-10、　8-9-J）
- 同スーツの2ギャップストレートで、少なくとも2枚のランクが10以上である（例：8-J-Q、　8-10-Q）

### （2）に賭けたチップを残す条件
- 10のペア以上の手ができている
- 4枚が同スーツである
- スーツを問わず、アウトサイドストレートである（例：2-3-4-5、　6-7-8-9）
- スーツを問わず、インサイドストレートで、4枚全てが10以上である（例：10-J-Q-A、　10-Q-K-A）

## バリエーション
ホームパーティで行われる場合は自分に配られた伏札3枚とコミュニティーカードとのうち、自由に選んだ5枚のカードで役をつくる。ホームパーティの場合コミュニティーカードの枚数は事前協議により設定されるが2～5枚のいずれかに設定する。4～5枚に設定する場合が多い。ホームパーティの場合、賭けの進行はテキサス・ホールデムのそれに準じる。